# Барт-Уильямс, Крис
Кри́стофер Дже́ральд Барт-Уи́льямс (англ. Christopher Gerald Bart-Williams; 16 июня 1974, Фритаун — 24 июля 2023, Майами, Флорида) — английский футболист и футбольный тренер, играл на позиции защитника и полузащитника.

## Биография

### Игровая карьера
Барт-Уильямс родился в Фритауне — столице государства Сьерра-Леоне, но образование получил в Великобритании. В юном возрасте присоединился к клубу «Лейтон Ориент». Дебютировал в профессиональном футболе в возрасте 16 лет 2 февраля 1991 года в матче против «Транмир Роверс», в котором он также забил гол — «Лейтон» выиграл со счётом 4:0. Всего за эту команду сыграл в оставшейся части и в начале нового сезона 36 матчей и забил 2 гола.
В ноябре 1991 года перешёл в клуб Первого дивизиона «Шеффилд Уэнсдей» — сумма трансфера составила 275 000 фунтов стерлингов. Дебютировал в Первом дивизионе 23 ноября 1991 года в матче 17-го тура с лондонским «Арсеналом» — тот матч закончился со счётом 1:1. Барт-Уильямс закрепился в основном составе «сов» и играл за эту команду следующие четыре сезона. 12 апреля 1993 года в матче с «Саутгемптоном» оформил хет-трик и помог своей команде одержать победу со счётом 5:2. Всего в общей сложности сыграл за «сов» 156 матчей и забил 24 гола.
В 1995 году перешёл в «Ноттингем Форест» за сумму 2,5 млн фунтов стерлингов. Дебютировал за «лесников» в Премьер-Лиге 29 августа 1995 года в матче с лондонским «Арсеналом» — тот матч закончился со счётом 1:1. Всего за «лесников» за семь сезонов во всех турнирах сыграл 248 матчей и забил 35 голов. Затем он играл за «Чарльтон Атлетик» и «Ипсвич Таун», сначала играл в аренде за эти клубы, а потом подписывал контракт.
В 2004 году перешёл в кипрский АПОЭЛ, за который играл в течение одного сезона. Завершил игровую карьеру на Мальте, отыграв 8 матчей за «Марсашлокк».

### Тренерская карьера
Работал в США в системе женского футбола как помощник главного тренера в клубах «Бостон Брейкерс» и «СоккерПлюс Коннектиктут». Затем работал в системе студенческого футбола и руководил международной службой по обучению в игре футбол.

### Смерть
Скончался 24 июля 2023 года в возрасте 49 лет в один день с Тревором Фрэнсисом — главным тренером «Шеффилд Уэнсдей» в период карьеры в той команде Барта-Уильямса